# Iszmail Muszukajev
Iszmail Timurovics Muszukajev (oroszul: Исмаил Тимурович Мусукаев; Haszanyja, Kabard- és Balkárföld, 1993. január 28. –) orosz származású magyar válogatott, világ– és Európa-bajnok szabadfogású birkózó. Az FTC sportolója.

## Pályafutása
1993. január 28-án született Haszanyja városában. Tizenkét éves korában kezdett el versenyszerűen birkózni. A Dagesztáni Állami Pedagógiai Egyetem hallgatója, edzői Seme Semejev és Juszup Azsojev voltak. A junior világbajnokságokon 55 kilogrammban 2012-ben hetedik, 2013-ban második volt. 2015-ben az orosz bajnokságban a szabadfogásúak mezőnyében ezüstérmet szerzett, a döntőben a kétszeres világbajnok Viktor Lebegyev ellen maradt alul.
Magyar színekben a 2019-es világbajnokságon szerepelt először. Ott a szabadfogásúak 65 kilogrammos versenyében látványos birkózással, az olimpiai-, világ-, és Európa-bajnok grúz Vlagyimer Hincsegasvilit is legyőzve jutott be az elődöntőbe és szerzett olimpiai kvótát. Az elődöntőben ugyan kikapott, de a bronzmérkőzésen legyőzte a japán Otogurót és megszerezte a világbajnoki 3. helyet. A tokiói olimpián a negyeddöntőben szintén a japánnal mérkőzött meg, és miután alulmaradt, a vigaszágon folytathatta szereplését. Ott előbb 4-2-re legyőzte a mongol Tulga Tumur Ocsirt, majd a bronzmérkőzésen kikapott az orosz Gadzsimurad Rasidovtól és az 5. helyen végzett.
A 2022-es Európa-bajnokságon 65 kilogrammban aranyérmet szerzett.
A 2023-as birkózó-világbajnokságon 65 kilogrammban aranyérmet szerzett. A döntőben a Puerto Ricó Sebastian Rivera ellen győzött technikai tussal. Kovács István 1979-es vb-győzelme óta ő lett az első szabadfogású világbajnok magyar birkózó. 2023-ban az év szabadfogású birkózójának választották a Nemzetközi Birkózószövetségnél.
2024 februárjában bronzérmet szerzett az Európa-bajnokságon.
A párizsi olimpián a nyolcaddöntőben a kirgiz Ernazar Akmatalieva ellen nyert technikai tussal, majd a negyeddöntőben legyőzte az azeri Haji Aliyevet. Az elődöntőben kikapott az iráni Rahman Amouzadtól, majd miután a a bronzmérkőzésen is vereséget szenvedett az albán Islam Dudaev ellen, újból az 5. helyen végzett az ötkarikás játékokon.

## Jelentősebb eredményei
- Interkontinentális kupa - 2. helyezett (2012)
- Interkontinentális kupa - 8. helyezett (2013)
- Orosz szabadfogású birkózó-bajnokság — 29. hely (2014);
- Interkontinentális kupa - 1. helyezett (2014)
- Orosz szabadfogású birkózó-bajnokság — 2. hely (2015);[2]
- Orosz szabadfogású birkózó-bajnokság — 2. hely (2018)
- Interkontinentális kupa - 1 место (2018)
- „Yaşar Doğu 2019” nemzetközi rangsorolóverseny - 3. hely (2019)

## Díjai, elismerései
- Az év magyar birkózója (2021,[12] 2022,[13] 2023,[14] 2024[15])